# Gmach Sądu Okręgowego przy ulicy Francuskiej w Katowicach
Gmach Sądu Okręgowego przy ulicy Francuskiej w Katowicach – budynek biurowy w Katowicach, położony przy ulicy Francuskiej 38, na terenie dzielnicy Śródmieście.
Jest on główną siedzibą Sądu Okręgowego w Katowicach, oddaną do użytku 29 września 2009 roku. Wyróżnia się on charakterystycznym wejściem głównym z wgłębionym portalem, kolumnadą i wysuniętą bryłą z nazwą instytucji.

## Historia
Przed powstaniem gmachu przy ulicy Francuskiej oddziały Sądu Okręgowego w Katowicach działały w kilku budynkach. W związku z tym zaplanowano postawienie nowego obiektu. Pod budowę nowego gmachu władze miasta Katowice przekazały działkę pomiędzy ulicami Francuską a K. Damrota za symboliczną opłatę.
W 2003 roku rozstrzygnięto konkurs architektoniczny, w wyniku którego projekt biura Archistudio Studniarek+Pilinkiewicz uzyskał I nagrodę. Głównymi architektami projektu byli Tomasz Studniarek i Małgorzata Pilinkiewicz. Obowiązujący wówczas miejscowy plan zagospodarowania przestrzennego zakładał poszerzenie ulicy K. Damrota i budowę linii tramwajowej, co przewidziano w nagrodzonym projekcie, zakładając przy niej główne wejście do budynku, a od strony ulicy Francuskiej wjazd do garażu podziemnego. Kiedy rok później plany te straciły ważność, w zaleceniach pokonkursowych inwestor nakazał odwrócenie frontu obiektu ku ulicy Francuskiej.
Budowa gmachu trwała od listopada 2005 roku do marca 2009 roku, a sfinansowano ją ze Skarbu Państwa. Prace budowlane realizowała firma Budimex, a koszt budowy wyniósł około 50 mln zł.
Oficjalne otwarcie i zaprezentowanie nowego budynku Sądu Okręgowego w Katowicach odbyło się 29 września 2009 roku. Do nowego obiektu przeniesiono wszystkie wydziały Sądu Okręgowego z wyjątkiem karnych, które pozostały w zabytkowym budynku przylegającym do aresztu śledczego przy placu Andrzeja w ścisłym centrum miasta.

## Charakterystyka
Gmach Sądu Okręgowego przy ulicy Francuskiej w Katowicach to budynek biurowy położony przy ulicy Francuskiej 38 w Katowicach, w granicach dzielnicy Śródmieście. Gmach zlokalizowany jest w obrębie ulic Francuskiej i K. Damrota, w części miasta zwanej Karbowa, w rejonie koncentracji nowoczesnej zabudowy budynków użyteczności publicznej, obiektów biurowych i siedzib banków. Głowna oś kompozycyjna budynku w kierunku wschód-zachód łączy obie ulice.
Gmach jest główną siedzibą Sądu Okręgowego w Katowicach – drugą jest zabytkowy budynek przy ulicy Andrzeja 16/18. W gmachu przy ulicy Francuskiej 38 mieszczą się następujące wydziały i sekcje:
- I Wydział Cywilny[11],
- II Wydział Cywilny[12],
- III Wydział Cywilny Odwoławczy[13],
- IV Wydział Cywilny Odwoławczy[14],
- X Wydział Pracy i Ubezpieczeń Społecznych[15],
- XI Wydział Pracy i Ubezpieczeń Społecznych[16],
- XIII Wydział Gospodarczy[17],
- XIV Wydział Gospodarczy[18],
- XV Wydział Wizytacyjny[19],
- XVII Wydział Cywilny Rodzinny[20],
- XVIII Wydział Cywilny Rodzinny[21],
- XIX Wydział Gospodarczy Odwoławczy[22],
- XXIV Wydział Własności Intelektualnej[23],
- Sekcja Skarg i Wniosków oraz Obrotu Prawnego z Zagranicą[24],
- Sekcja Wykonawcza ds. Windykacji Należności przy XXII Wydziale Wykonawczym[25].

## Architektura

### Architektura zewnętrzna

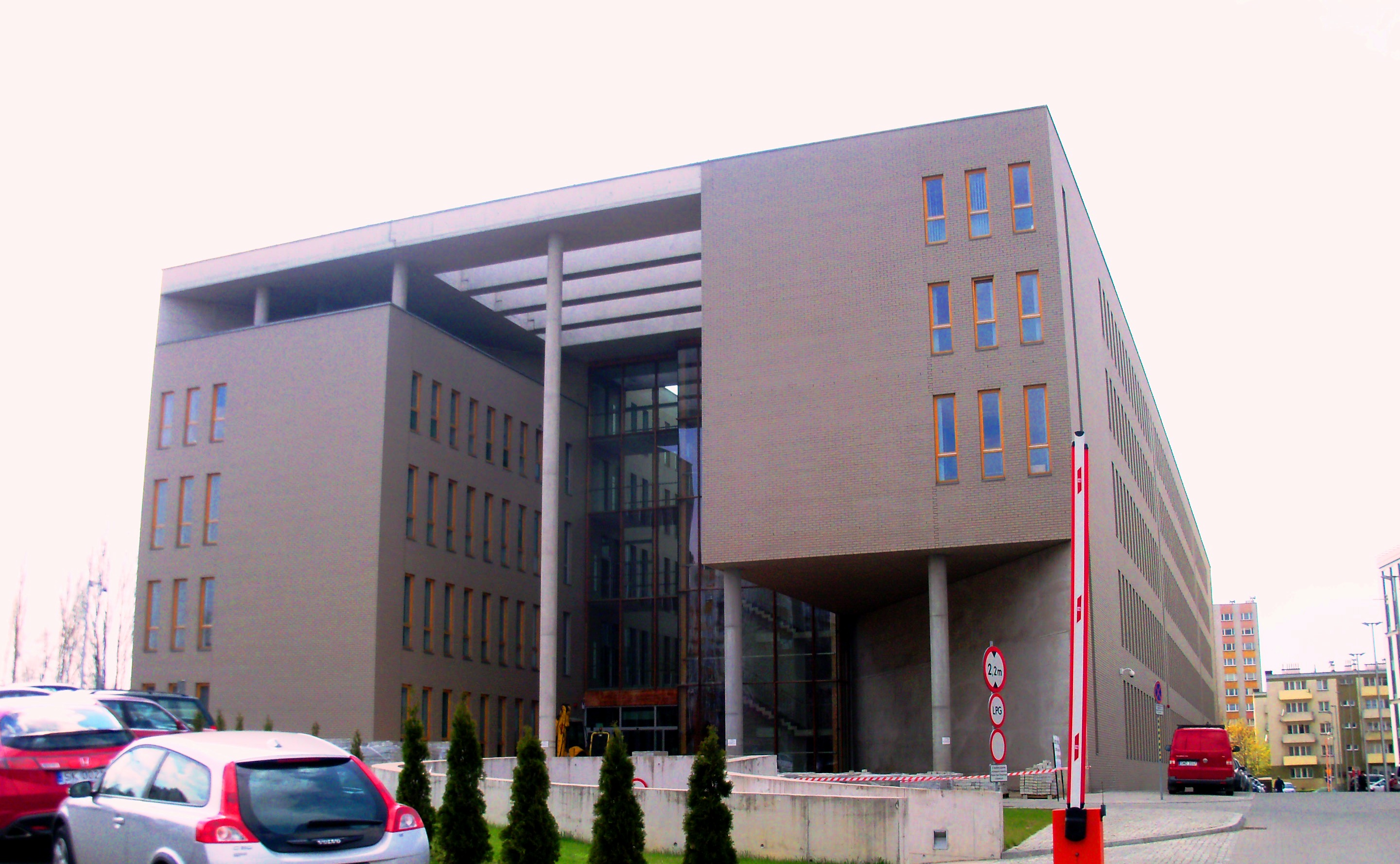
Budynek Sądu Okręgowego od strony ulicy K. Damrota (2011)

Gmach Sądu Okręgowego ma bryłę wydłużonego prostopadłościanu. Kubatura obiektu wynosi 76 736 m³, powierzchnia całkowita 18 626 m², powierzchnia użytkowa 15 560 m², a powierzchnia zabudowy 3 850 m². Liczy on 5 kondygnacji nadziemnych i 1 podziemną.
Surowa architektura budynku Sądu Okręgowego w Katowicach w zamyśle architektów ma być dostosowana do rangi i funkcji obiektu. Wejście do gmachu ujęto w duży, wycofany w głąb portal i znajduje się od strony ulicy Francuskiej. W nim znajdują się schody oraz kolumny podtrzymujące występ dachowy. Dodatkowym, charakterystycznym akcentem frontowej elewacji jest wysunięta bryła jednej z sal rozpraw, na której znajduje się relief z nazwą instytucji. Wejście dla sędziów położne jest natomiast z drugiej strony – od ulicy K. Damrota. Wygląd elewacji od tej strony jest podobny do frontowej, choć nieco stonowany. Elewacje boczne są utrzymane w regularnym porządku i estetyce. Umieszczone są na niej w jednostajnym rytmie sekwencje wysokich okien.
Ściany zewnętrzne budynku obłożono okładzinami z cegły klinkierowej jako elementy ściany warstwowej, występy dachowe i podniebienie portalu wejściowego wykonano przy użyciu elementów z betonu sprężonego i warstwy betonu licowego, a ściany podcieni wejściowych, kolumny wspierające podniebienia wykonano z betonu architektonicznego.

### Architektura wnętrz
Gmach Sądu Okręgowego posiada dwa skrzydła: północne i południowe, połączone w parterze hallem głównym. Budynek mieści łącznie 51 sal rozpraw i ponad 600 innych pomieszczeń, a na dole znajdują się m.in. szatnie, kawiarnia, kancelaria, jak również zespół pomieszczeń prezesa sądu z salą konferencyjną i zapleczem socjalnym. Wewnętrzny układ komunikacyjny gmachu składa się z części ogólnodostępnej oraz części sędziowskiej. Na tę pierwszą składają się trzy piony komunikacyjne z klatkami schodowymi oraz windami, a druga z ośmiu wydzielonych węzłów komunikacyjnych w skrzydłach budynku.
Dach nad hallem urządzono jako wewnętrzny ogród, który jest widziany z pomieszczeń otaczających dziedzińce.
Przy budowie i wykończeniu budynku zastosowano materiały o barwach naturalnych – szarości betonu licowego i piaskowej cegły klinkierowej. Surowość tych barw łagodzą wprowadzone w gmachu elementy drewniane z drewna świerkowego konstrukcji dachu nad hallem i forniru klonowego drzwi, okładzin ścian i mebli.

## Nagrody i wyróżnienia
- Najlepsza Przestrzeń Publiczna Województwa Śląskiego 2010 w kategorii Architektura[26].

## Galeria

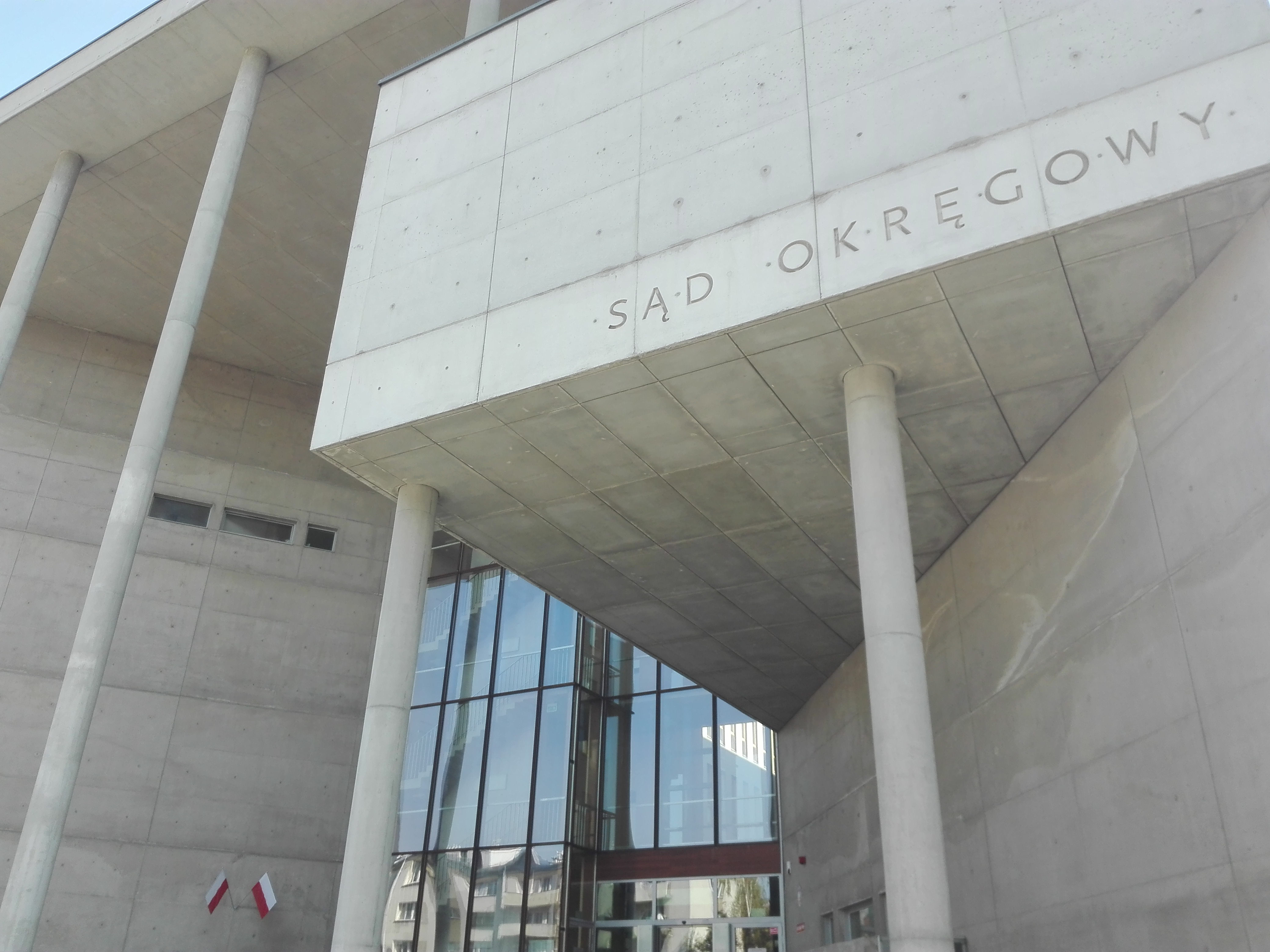
Główne wejście z widoczną po prawej stronie bryłą z reliefem
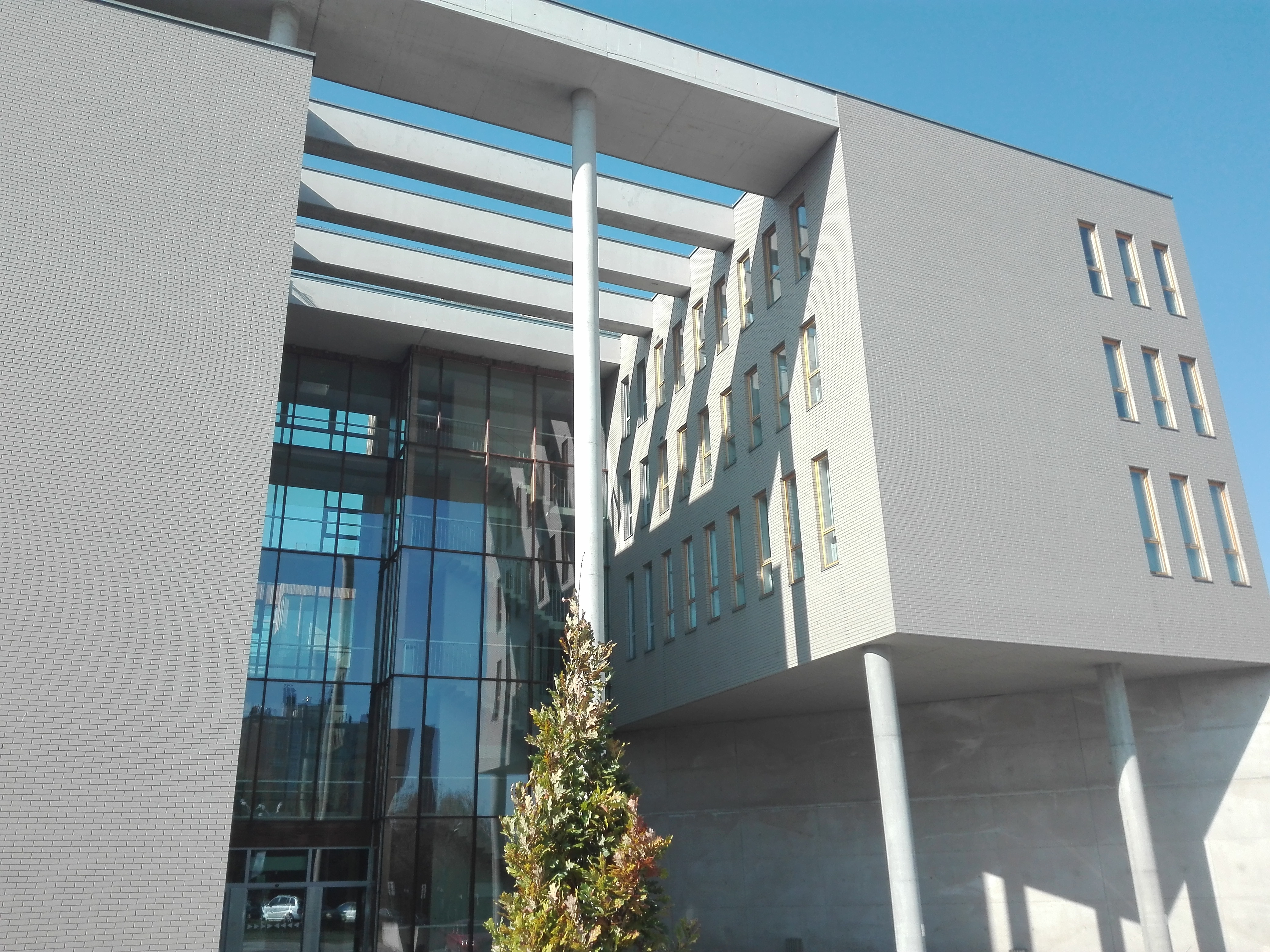
Tylne wejście do budynku
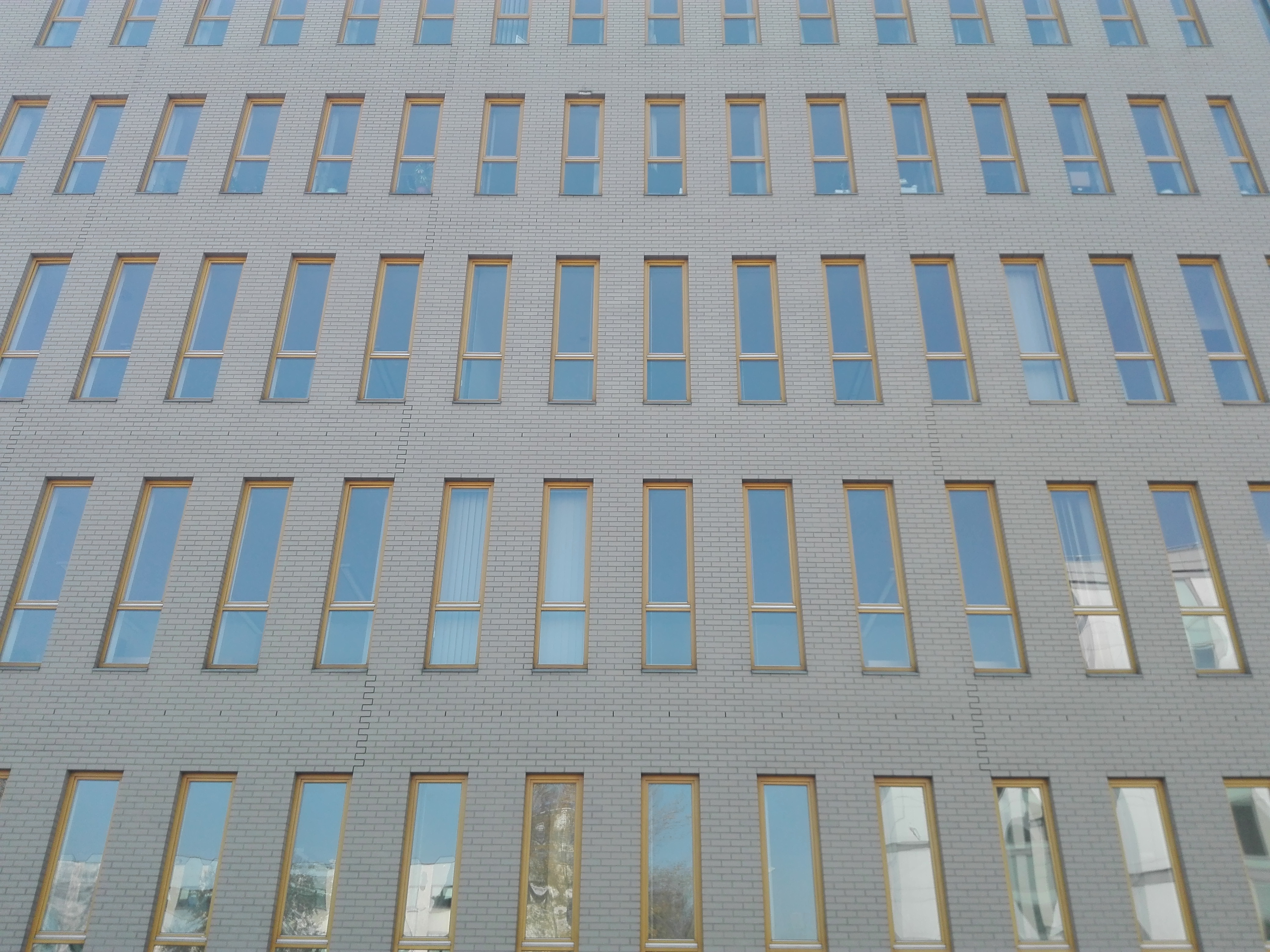
Fragment bocznej elewacji